# Ewa Milerska
Ewa Milerska (21. prosince 1915, Nýdek – 8. června 1985, Nýdek) byla slezská lidová básnířka a aktivistka polské menšiny na Zaolží.

## Životopis
Ewa Milerska (roz. Cienciała) celý život prožila v Nýdku na Zaolží. Chodila do obecné školy v Nýdku a pak polské obecné školy Bystřici. Ve studiu pokračovala na dívčí škole v Konské. Bylo to nejšťastnější období v jejím životě. V té době také napsala svou první báseň, která vyšla v "Dzienniku Polskim". Vdala se v roce 1936. Během druhé světové války se s manželem nevzdali polské národností a proto byl manžel odveden na nucené práce do Vídně. Ze svého domu byla vyhnána i se svými třemi malými dětmi. Po válce, na pozemku, který dostali od rodičů, postavili dřevěný dům a založili sad, který často popisovala ve svých básních.
Aktivně se zapojila do činností polských organizací. V Polském kulturně – osvětovém svazu (PZKO), předsedala Klubu žen a zpívala v místním sboru. V polovině 60 let 20. století začala pracovat v polské pobočce místní knihovny. Byla aktivním členem Sekce knihovnictví a folklóru při hlavním výboru PZKO a také členkou skupiny "Grupa Literacka 63". Psala básně pro potřeby škol a PZKO. Psaní a rýmování ji šlo snadno. Nejčastěji tvořila ve zdejším slezském nářečí. Vyšívala, šila, ale především byla básnířkou. Psala eseje na téma slezské lidové výšivky a zejména ozdobných motivů slezských lidových krojů. Na stránkách místního tisku jako Zwrot, Głos Ludu a další noviny a kalendáře se její básně začaly objevovat v roce 1978. Básně byly také zahrnuty do sborníku "Korzenie" (Kořeny, 1981). Spoluautorkami sborníku byly Aniela Kupiec a Anna Filipek. Díky své melodičnosti byly básně Milerské inspirací pro písně v repertoárech zdejších pěveckých sborů. Její básně jsou úzce spjaty s rodinným krajem, formálně také odkazují na folklórní tradici a těšínskou lidovou tvorbu. Její samostatná sbírka básní „Kwiaty z naszej łąki” („Květiny z naší louky“, 1985) byla publikována posmrtně.